# Mahindra XUV300
Le Mahindra XUV300 (depuis 2024, Mahindra 3X0) est un modèle de SUV citadin produit par le constructeur automobile indien Mahindra & Mahindra. Il est basé sur la plate-forme X100 du SsangYong Tivoli et il est vendu sur le marché indien depuis le février 2019.
Il dispose d'une version électrique dévoilée en novembre 2022, appelée Mahindra XUV400.

## Histoire
Le XUV300 portait initialement le nom de code S201. Basé sur le Ssangyong Tivoli aux spécifications européennes, il a subi des modifications majeures pour s'adapter aux routes indiennes et aux conditions du marché. Le SUV a été testé en soufflerie dans les installations de Pininfarina en Italie. Mahindra a officiellement révélé le nom de XUV300 en décembre 2018, dont il ressemble au XUV500 avec des phares, des feux de jour, une calandre et des passages de roue similaires. Il a été lancé le 14 février 2019 en Inde.
Il reçoit une mise à jour importante fin avril 2024, et est renommé Mahindra 3X0 à cette occasion.

## Motorisation
Le XUV300 est propulsé par un moteur essence 3 cylindres de 1,2 litre et un moteur diesel 4 cylindres de 1,5 litre avec transmission manuelle à 6 vitesses. Une version automatique à 6 rapports est également disponible. Le nouveau moteur essence codéveloppé par Ssangyong délivre 112 ch (82 kW) de puissance et 200 N m de couple,, tandis que le moteur diesel emprunté au Mahindra Marazzo délivre 117 ch (86 kW) de puissance et 300 N m de couple.

## Sécurité
Le Mahindra XUV300 a été testé au crash test NCAP dans sa spécification de sécurité la plus basique, consistant de 2 airbags et d'ancrages ISOFIX standard. Il a obtenu 5 étoiles pour la protection des occupants adultes et 4 étoiles pour la protection des occupants enfants, marquant la note la plus élevée pour toutes les voitures indiennes testées à ce jour et la première note de sécurité enfant de quatre étoiles.